# جمعية كشافة فنزويلا
جمعية كشافة فنزويلا هي جمعية الكشافة الوطنية في فنزويلا. تأسست الحركة الكشفية في فنزويلا في عام 1913. وأصبحت فنزويلا عضو في المنظمة العالمية للحركة الكشفية في عام 1937. وجمعية كشافة فنزويلا لديها 14801 عضو اعتبارا من عام 2011.
تركز الجمعية على المحافظة على الطبيعة. وتشمل الأنشطة الأخرى حملات التنظيف، وغرس الأشجار، ومشاريع تجميل.
أغلب أنشطة الجمعية تكون في الهواء الطلق مثل المشي لمسافات طويلة، والتخييم، وتسلق الجبال وغيرها. كما تنظم الجمعية مخيمات للأطفال المحتاجين.
وقد عقدت الجمعية مسيرات ضد ورفع مستوى الوعي من تعاطي المخدرات والاتجار غير المشروع بها.